# Francesco Giamberti
Francesco Giamberti (1405 – 1480) è stato un intagliatore italiano.
Fu il capostipite di un'importante famiglia di architetti ed artisti toscani che prenderanno il nome di Da Sangallo, forse per delle proprietà che aveva presso porta San Gallo a Firenze. 
Fu padre di Giuliano da Sangallo  e di Antonio da Sangallo il Vecchio, nonno di Antonio da Sangallo il Giovane, Bastiano da Sangallo, e Francesco da Sangallo. 
Fu legnaioulo, intagliatore di mobili (anche per i Medici) e probabilmente anche capomastro al servizio di Cosimo il Vecchio.
Nel 1485 il figlio Giuliano commissionò un famoso doppio ritratto a Piero di Cosimo di se stesso e del padre, a quella data già morto. Se nel ritratto di Giuliano viene raffigurato un compasso, in quello speculare del padre compare uno spartito musicale, forse per ricordare una sua attività come musicista.